# Polyura rothschildi
Polyura rothschildi är en fjärilsart som beskrevs av John Henry Leech 1892. Polyura rothschildi ingår i släktet Polyura och familjen praktfjärilar. Inga underarter finns listade i Catalogue of Life.